# Jan van den Braak
Johannes Franciscus Cornelis (Jan) van den Braak (Boxtel, 10 februari 1930 – februari 2003) was een Nederlands politicus van het CDA.
Na de hbs ging hij in 1948 werken bij de gemeentesecretarie van Oisterwijk. Later stapte hij over naar de gemeente Etten-Leur waar hij gewerkt heeft als afdelingshoofd. In 1969 werd Van den Braak benoemd tot burgemeester van Beers wat hij tot zijn vervroegde pensionering 1991 zou blijven. Begin 2003 overleed hij. Naar hem is in Beers het Burgemeester van den Braakplein vernoemd.